# Jean-Marie Villard
Jean-Marie Villard (n. 3 ianuarie 1828, Douarnenez, Bretagne, Franța – d. 16 august 1899, Ploaré⁠(d), Bretagne, Franța) a fost un pictor și fotograf francez-breton.

## Biografie
Tatăl său era dulgher și antreprenor, care dorea ca fiul său să fie un intelectual, dar Jean era mai interesat de desenul cu cărbune în atelier. A urmat școala primară în Douarnenez și școala secundară în Quimper, apoi s-a înscris la Școala Normală din Rennes.

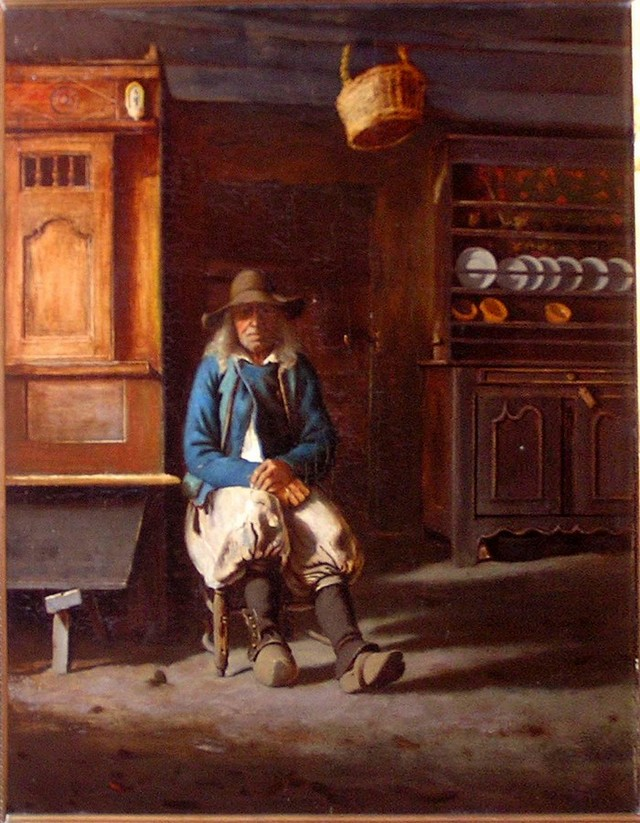
Un vechi Șuan</br> (posibil bunicul lui)

După ce a primit certificatul de profesor, a obținut primul loc de muncă la Pouldergat în 1847, apoi a devenit „Instituteur” la Quimper. Dorindu-și în continuare să fie artist, a urmat cursuri cu Auguste Goy, un pictor peisagist care a predat la colegiul local. Goy l-a încurajat să își continue cariera în artă, dar Villard a fost promovat într-un post didactic la școala de băieți din Brest. Acolo a început să-și suplimenteze salariul făcând fotografie.
O întâlnire cu fotograful Pierre de la Blanchère⁠(d) s-a dovedit a fi decisivă. A întrerupt contractul cu școala, a obținut o declarație de inaptitudine pentru serviciul militar și și-a urmat noul angajator la Paris în 1855. La sosire, a făcut cunoștință cu Nadar și cu opera lui Louis Daguerre și a început să dobândească cunoștințe de chimie.
În timp ce se întreținea din fotografie, a continuat să se ocupe de pictură și, până în 1864, era un expozant regulat la saloane. Cele mai multe dintre pânzele sale erau peisaje și lucrări de gen inspirate din regiunea sa natală, pictate în timpul vizitelor periodice la Ploaré.
În 1870, după ce a părăsit Parisul, s-a căsătorit cu Alexandrine Flatrès, cumnata fratelui său Joseph. Au avut cinci copii, printre care scriitorul René Villard și pictorul Abel Villard. În 1877, s-a întors la Quimper pentru a accepta ceea ce trebuia să fie un post temporar de profesor la colegiu. Cu toate acestea, a rămas și, în cele din urmă, a predat la alte câteva școli din zonă.
A înființat acolo și un atelier de fotografie. Când fratele său Joseph a fost inspirat să se apuce de fotografie, atelierul i-a fost cedat pentru ca Jean să se poată dedica în totalitate picturii. Joseph a transformat atelierul în „Maison Villard”, un editor de cărți poștale, care au devenit acum obiecte de colecție cunoscute sub numele de „Colecția Villard Quimper”.

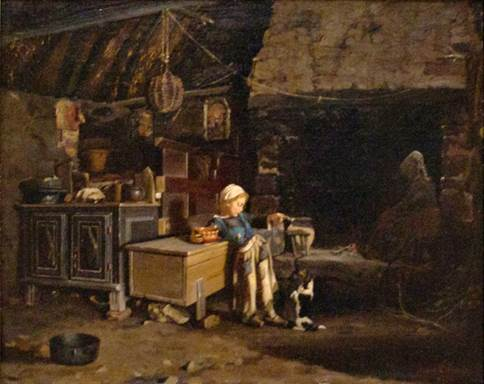
Breton Interior

A fost nevoit să renunțe la postul de profesor în 1893, în urma unei pneumonii. Infecțiile pulmonare recurente i-au slăbit în cele din urmă sănătatea dincolo de orice posibilitate de recuperare, iar el s-a întors la Ploaré pentru a muri.
Fiul lui Abel Villard, Robert Paulo Villard (1903-1975), a devenit și el pictor.